# Gretchen German
Gretchen German (* vor 1970) ist eine kanadische Schauspielerin.

## Leben
German hatte 1990 ihr Kinofilmdebüt in Stuart Gillards Kriegskomödie A Man Called Sarge, in der sie die Rolle der Missionsschullehrerin Sadie spielte. Im Jahr 2001 war sie als Bunny Warner in Jane Cusumanos Drama What Matters Most ein weiteres Mal auf der Leinwand zu sehen. Zudem hatte sie zahlreiche Auftritte in Fernsehserien, zu denen 227 (1986), Überflieger (1991), Zwei Singles im Doppelbett (1995–1996), Hör mal, wer da hämmert (1995–1997) und Firsts (2014) gehören. Sie ist seit 1995 mit dem Schauspieler James DiStefano verheiratet.

## Filmografie
- 1986: 227 (Fernsehserie, eine Folge)
- 1989: Ein Vater zuviel (My Two Dads, Fernsehserie, eine Folge)
- 1989: Spacecop L.A. (Alien Nation, Fernsehserie, eine Folge)
- 1990: A Man Called Sarge
- 1991: Seinfeld (Fernsehserie, eine Folge)
- 1991: Überflieger (Wings, Fernsehserie, 3 Folgen)
- 1992: The New WKRP in Cincinnati (Fernsehserie, eine Folge)
- 1993: Love & War (Fernsehserie, eine Folge)
- 1994: Mit Herz und Scherz (Coach, Fernsehserie, eine Folge)
- 1994: Mord ist ihr Hobby (Murder, She Wrote, Fernsehserie, eine Folge)
- 1994: New York Cops – NYPD Blue (NYPD Blue, Fernsehserie, eine Folge)
- 1995: Pig Sty (Fernsehserie, eine Folge)
- 1995–1996: Zwei Singles im Doppelbett (Almost Perfect, Fernsehserie, 2 Folgen)
- 1995–1997: Hör mal, wer da hämmert (Home Improvement, Fernsehserie, 3 Folgen)
- 1996: The Last Frontier (Fernsehserie, eine Folge)
- 1996: Nachtschicht mit John (The John Larroquette Show, Fernsehserie, eine Folge)
- 1997: Star Trek: Deep Space Nine (Fernsehserie, eine Folge)
- 1997: Chicago Hope – Endstation Hoffnung (Chicago Hope, Fernsehserie, eine Folge)
- 1997: Beverly Hills, 90210 (Fernsehserie, eine Folge)
- 1999: Payne (Fernsehserie, eine Folge)
- 1999: Pacific Blue – Die Strandpolizei (Pacific Blue, Fernsehserie, eine Folge)
- 2000: Highway to Hell – 18 Räder aus Stahl (18 Wheels of Justice, Fernsehserie, eine Folge)
- 2000: Will & Grace (Fernsehserie, eine Folge)
- 2000: Things Left Unsaid (Kurzfilm)
- 2001: James Dean – Ein Leben auf der Überholspur (James Dean, Fernsehfilm)
- 2001: Raising Dad – Wer erzieht wen? (Raising Dad, Fernsehserie, eine Folge)
- 2001: What Matters Most
- 2002: Für alle Fälle Amy (Judging Amy, Fernsehserie, eine Folge)
- 2002: Patience (Kurzfilm)
- 2003: Family Tree (Kurzfilm)
- 2007: Spanish for Your Nanny (Kurzfilm)
- 2013: Modern Family (Fernsehserie, eine Folge)
- 2014: Firsts (Fernsehserie, 2 Folgen)
- 2017: Criminal Minds (Fernsehserie, eine Folge)